# Тер-Клапье
Тер-Клапье́ (фр. Terre-Clapier, окс. Tèrra Clapièr) — коммуна во Франции, находится в регионе Юг — Пиренеи. Департамент — Тарн. Входит в состав кантона От-Даду. Округ коммуны — Альби.
Код INSEE коммуны — 81296.

## География

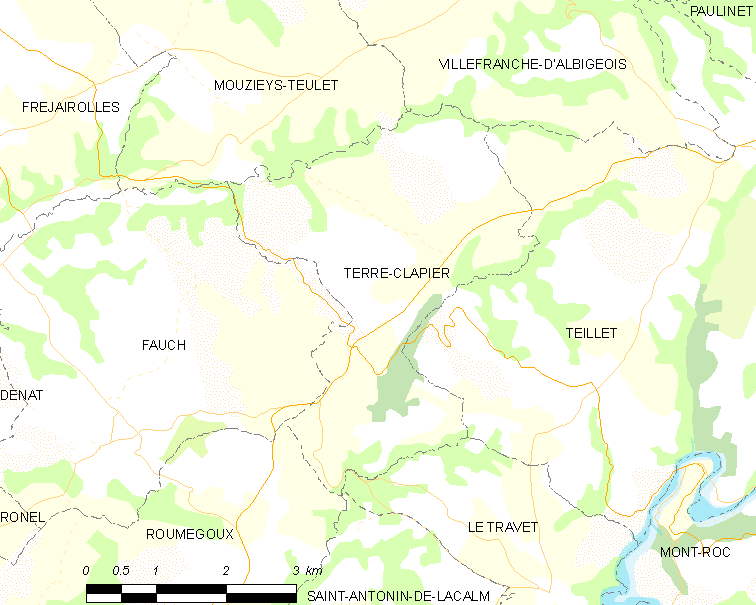
Карта коммуны

Коммуна расположена приблизительно в 560 км к югу от Парижа, в 75 км восточнее Тулузы, в 15 км к юго-востоку от Альби.

## Климат
Климат умеренно-океанический. Зима мягкая и дождливая, лето жаркое с частыми грозами. Ветры довольно редки.

## Население
Население коммуны на 2010 год составляло 239 человек.
| 1962 | 1968 | 1975 | 1982 | 1990 | 1999 | 2010 |
| ---- | ---- | ---- | ---- | ---- | ---- | ---- |
| 276  | 247  | 244  | 234  | 218  | 212  | 239  |

## Администрация
| Период | Период | Фамилия      | Партия | Примечания |
| ------ | ------ | ------------ | ------ | ---------- |
| 2001   | 2014   | Морис Рукье  |        |            |
| 2014   | 2020   | Флориан Тома |        |            |

## Экономика
В 2007 году среди 144 человек в трудоспособном возрасте (15—64 лет) 106 были экономически активными, 38 — неактивными (показатель активности — 73,6 %, в 1999 году было 70,4 %). Из 106 активных работали 94 человека (51 мужчина и 43 женщины), безработных было 12 (5 мужчин и 7 женщин). Среди 38 неактивных 9 человек были учениками или студентами, 13 — пенсионерами, 16 были неактивными по другим причинам.